# Liliana Cavani
Liliana Cavani (Carpi, 12 gennaio 1933) è una regista e sceneggiatrice italiana.

## Biografia
Nata e cresciuta a Carpi, in provincia di Modena, nel 1933, figlia di un architetto mantovano e di una casalinga carpigiana, fu proprio la madre a farla appassionare alla settima arte, accompagnandola al cinema sin da bambina.
Dopo aver conseguito il diploma di maturità classica presso il Liceo Muratori di Modena, si laurea in lettere antiche presso l'Università di Bologna nel 1959. Si diploma poi presso il Centro sperimentale di cinematografia di Roma con il cortometraggio La battaglia, vincendo il “Ciak d'oro” che il Centro conferiva al miglior saggio di fine corso. Inizia dunque a realizzare documentari e film-inchieste di stampo sociale e politico per la Rai: La storia del Terzo Reich, La donna nella resistenza, La casa in Italia e svariate altre.
Nel 1966 con Francesco d'Assisi, dove il santo viene interpretato da Lou Castel, realizza il suo primo film, che è anche il primo prodotto dalla Rai. Nel 1968 firma il nuovo film Galileo (in concorso al Festival di Venezia), con il quale mette a fuoco il tema del conflitto tra scienza e religione. Nel 1970 gira I cannibali, rivisitazione in chiave moderna dell'Antigone di Sofocle, che esprime con un linguaggio particolare il conflitto tra pietà e legge radicato nel contesto sociale e politico di quegli anni.
Nel 1972 dirige L'ospite (Festival di Venezia fuori concorso), che racconta la storia di una donna ricoverata da anni in un manicomio-lager che tenta invano di reinserirsi nella società. L'anno seguente si appassiona ad un testo classico della letteratura tibetana, Milarepa, opera mistica dell'XI secolo. Nel 1973 con Il portiere di notte si concentra sul mistero del rapporto tra vittima e carnefice. Nel 1977 la regista termina Al di là del bene e del male: il film racconta le ultime vicende della vita di Nietzsche, focalizzandosi sul rapporto con Lou Andreas-Salomè e Paul Rée.
Nel 1981 firma la regia de La pelle, in cui appaiono Marcello Mastroianni, Claudia Cardinale, Burt Lancaster. Con Oltre la porta del 1982 si avvale di un cast costituito solo da attori e attrici europee. Le ambigue perversioni sessuali in Interno berlinese non conquistano il favore della critica, e nemmeno Francesco con Mickey Rourke ottiene il consenso sperato. Dopo «l'esperienza produttiva americana di Il gioco di Ripley» del 2002 la Cavani ha l'opportunità di tornare alla televisione «dopo l'incarico di Consigliere d'amministrazione della Rai dal 1966 al 1968. (...) De Gasperi ha rappresentato però il ritorno al mondo abituale del "set"», nel «luogo dov'era nata professionalmente quarant'anni prima». A tale proposito, nello stesso articolo, la Cavani sottolinea il confronto produttivo, in Rai, con Enzo Siciliano e gli altri consiglieri.
Il 9 dicembre 1999 riceve a Roma la laurea honoris causa in Scienze della comunicazione dall'Università LUMSA «per il costante impegno da lei profuso nell'umanizzazione dell'arte cinematografica, dando forma e voce alle grandi inquietudini del presente e alla tensione spirituale delle moderne generazioni».
Nel 2004 gira la miniserie televisiva De Gasperi - L'uomo della speranza, con Fabrizio Gifuni e Sonia Bergamasco, dedicata al celebre statista e trasmessa su Rai 1 l'anno seguente in due puntate. Nel 2008 è la regista della fiction Einstein. Nel 2009 ha fatto parte della giuria della 66ª Mostra internazionale d'arte cinematografica di Venezia. Nel 2012 ha ricevuto il Premio Federico Fellini 8 1/2 per l'eccellenza artistica al BIF&ST di Bari; nello stesso anno ha inoltre ricevuto il David speciale alla carriera. Nel dicembre 2014 è andata in onda su Rai 1 la sua terza opera su Francesco d'Assisi.
Nel 2023, Cavani torna dopo oltre un ventennio alla regia di un lungometraggio con L'ordine del tempo, film ispirato all'omonimo saggio di Carlo Rovelli. Il film viene presentato fuori concorso nell'80ª Mostra internazionale d'arte cinematografica di Venezia.

## Altre esperienze
Liliana Cavani ha anche un importante curriculum come regista lirica. Ha infatti curato con successo la regia di opere a Parigi, San Pietroburgo, Zurigo, Milano, Genova, Firenze, Bologna e Ravenna.
A livello sociale aderisce a Cities for Life.
Nel 2007 fa parte della commissione di 12 "saggi" incaricata di redigere il manifesto del nascente Partito Democratico.

## Filmografia

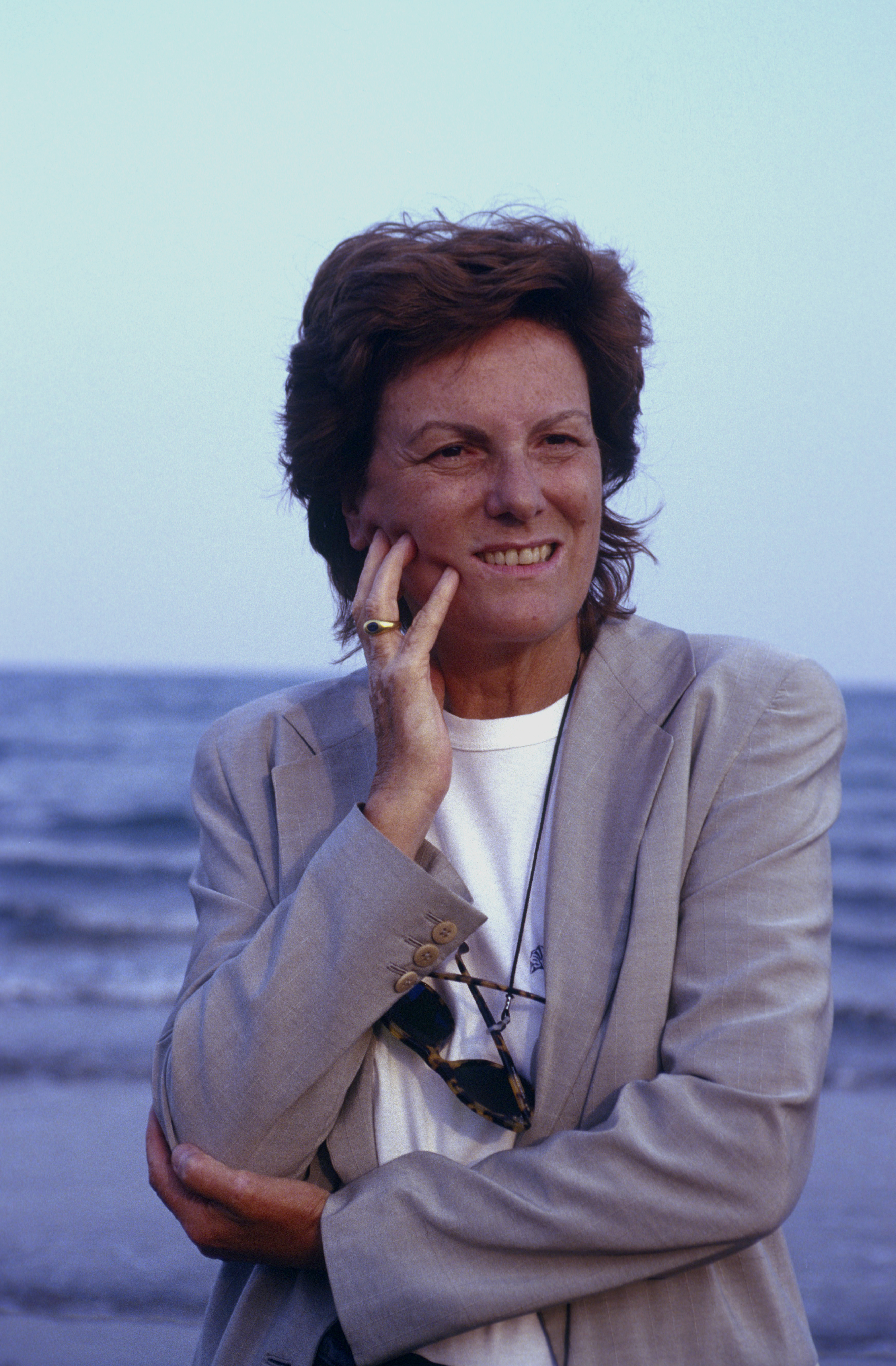
Liliana Cavani al Festival di Venezia 1993.

### Regista

#### Cinema
- Galileo (1968)
- I cannibali (1970)
- L'ospite (1972)
- Milarepa (1974)
- Il portiere di notte (1974)
- Al di là del bene e del male (1977)
- La pelle (1981)
- Oltre la porta (1982)
- Interno berlinese (The Berlin Affair) (1985)
- Francesco (1989)
- Dove siete? Io sono qui (1993)
- Il gioco di Ripley (Ripley's Game) (2002)
- L'ordine del tempo (2023)

#### Televisione
- Francesco d'Assisi – miniserie TV (1966)
- De Gasperi - L'uomo della speranza – miniserie TV (2005)
- Einstein – miniserie TV (2008)
- Mai per amore – miniserie TV (2012), episodio Troppo amore
- Francesco – miniserie TV (2014)

#### Cortometraggi
- Incontro di notte (1961)
- La battaglia (1962)

#### Documentari
- La vita militare (1961)
- Gente di teatro (1961)
- L'uomo della burocrazia (1962)
- Assalto al consumatore (1962)
- Storia del Terzo Reich (1963-64)
- Età di Stalin (1964)
- La casa in Italia (1964-65)
- Gesù mio fratello (1965)
- Il giorno della pace (1965)
- La donna nella Resistenza (1965)
- Philippe Pètain. Processo a Vichy (1965)
- Clarisse (2012)

### Sceneggiatrice
- Il caso Liuzzo (1966)
- Francesco d'Assisi (1966)
- Galileo (1968)
- I cannibali (1970)
- L'ospite (1972)
- Milarepa (1974)
- Il portiere di notte (1974)
- Al di là del bene e del male (1977)
- La pelle (1981)
- Oltre la porta (1982)
- Interno berlinese (The Berlin Affair) (1985)
- Francesco (1989)
- Dove siete? Io sono qui (1993)
- Il gioco di Ripley (Ripley's Game) (2002)
- L'ordine del tempo (2023)

## Riconoscimenti
- 2009 - Ciak d'oro

Alla carriera
- 2012 - David di Donatello

Alla carriera
- 2018 - Premio Robert Bresson
  - per la testimonianza, significativa per sincerità e intensità, del difficile cammino alla ricerca del significato spirituale della vita
- 2023 - Leone d'oro

Alla carriera